# L'inferno dei vivi (singolo)
L'inferno dei vivi è un singolo del cantautore italiano Richard Benson, il secondo estratto dal secondo album in studio L'inferno dei vivi e pubblicato il 1º giugno 2015.

## Descrizione
Il brano è un lungo monologo che racconta di un inferno reale, ovvero quello che viviamo ogni giorno. Il testo accenna anche ad alcuni eventi storici realmente accaduti ed esprime le opinioni di Richard Benson sulla religione.

## Tracce
1. L'inferno dei vivi – 4:41